# أمن الحدود في الولايات المتحدة
في الولايات المتحدة، يشمل أمن الحدود حماية الموانئ والمطارات والحدود البرية للبلاد التي يبلغ طولها 3017 ميلاً (4855 كيلومترًا) مع كندا و1933 ميلاً (3111 كيلومترًا) مع المكسيك.
يشكل أمن الحدود عنصرا أساسيا في الأمن القومي للولايات المتحدة، ويتضمن استجابات لقضايا مثل الإرهاب، والهجرة غير الشرعية، والتهريب، والاتجار بالبشر. إن وزارة الأمن الداخلي، التي أُنشئت بعد هجمات 11 سبتمبر، هي المؤسسة الأساسية المسؤولة عن تكييف تدابير أمن الحدود لمواجهة التهديدات المتصورة بشكل فعال.
لقد تطور النهج الأمريكي تجاه أمن الحدود استجابة لحوادث مثل الهجمات الإرهابية التي وقعت في 11 سبتمبر، والتي أدت إلى إصلاحات سياسية واسعة النطاق بهدف زيادة الموارد المقدمة لحماية البلاد. وشملت هذه الإصلاحات أيضا تشديد إجراءات إصدار التأشيرات وتشديد الضوابط الحدودية، مصحوبة بنقاش مستمر حول التوازن بين الحدود المفتوحة والأمن القومي، وخاصة على الحدود بين الولايات المتحدة والمكسيك ذات الحساسية السياسية.

## السياق التاريخي
بعد أحداث 11 سبتمبر 2001 مباشرة، أعطت الحكومة الفيدرالية أولوية أعلى للأمن الداخلي، مثل إصلاح الاستخبارات. حيث خضعت أجهزة أمن الحدود لتدقيق شديد وأصبحت هدفًا لانتقادات عامة. وعلاوة على ذلك، أثارت قضايا أمن الحدود انتقادات إضافية من الجمهور ومن كبار المسؤولين في الحكومة بعد أن تبين أن خاطفي الطائرات في هجمات 11 سبتمبر كانوا يحملون تأشيرات سياحية أمريكية مؤقتة، والتي سمحت لهم بالدخول القانوني إلى الولايات المتحدة. وفي أعقاب هجمات عام 2001، تم تنفيذ تدابير مختلفة لتعزيز أمن الحدود، بما في ذلك إنشاء وزارة الأمن الداخلي في عام 2002، فضلاً عن عدد من السياسات والإجراءات الجديدة الأخرى.

## تهديدات الارهاب

### الحدود البرية
إن الأحجام الهائلة للحدود بين كندا والولايات المتحدة وبين المكسيك والولايات المتحدة تفرض على قوات الأمن التابعة للحكومة الفيدرالية تحديات فيما يتعلق بقدرتها على حماية البلاد. وفقًا لتقرير صادر عام 2004 عن دائرة أبحاث الكونغرس، هناك "صعوبات كبيرة في تأمين العديد من النقاط التي يمكن للأشخاص والبضائع من خلالها الدخول بشكل قانوني، والآلاف من الأميال من "الخطوط"، والمساحات الساحلية والحدود البرية التي يُعَد الدخول إليها غير قانوني".
ونظراً لظاهرة الهجرة غير الشرعية على الحدود بين الولايات المتحدة والمكسيك، فقد أدلى بعض المسؤولين الحكوميين والمرشحين السياسيين بتصريحات علنية تشير إلى التهديد الذي يشكله الإرهابيون الذين يعبرون الحدود الجنوبية الغربية. أشارت مدونة مكتب واشنطن للتحقق من الحقائق حول حدود أمريكا اللاتينية إلى أن قسم المكسيك في تقارير وزارة الخارجية الأمريكية عن الإرهاب لعام 2012 يشير إلى أنه "لم يكن لأي منظمة إرهابية دولية معروفة وجود عملي في المكسيك ولم تستهدف أي جماعة إرهابية مواطنين أمريكيين داخل أو انطلاقا من الأراضي المكسيكية". في عام 2011، أكدت وزارة الأمن الداخلي أنها لا تملك "أي معلومات موثوقة عن الجماعات الإرهابية التي تعمل على طول الحدود الجنوبية الغربية".

### الموانئ
تواجه الحكومة الفيدرالية تهديدات للأمن الوطني من خلال موانئها المتعددة. وكجزء من شهادتها في جلسة استماع بالكونغرس حول أمن الحاويات، قالت جاي إيتا هيكر، مديرة قضايا البنية الأساسية المادية في مكتب المحاسبة الحكومي، "إن المخدرات والمهاجرين غير الشرعيين يتم تهريبهم بشكل روتيني إلى هذا البلد، ليس فقط في قوارب صغيرة ولكن أيضًا مختبئين بين شحنات مشروعة على متن سفن تجارية كبيرة. وهذه المسارات نفسها متاحة للاستغلال من قبل منظمة إرهابية أو أي دولة أو شخص يرغب في مهاجمتنا سراً". كما تطرقت شهادة هيكر إلى حقيقة مفادها أن العدد الهائل من حاويات الشحن التي تدخل الولايات المتحدة يزيد من هذا التهديد. وفقًا لطبعة مارس 2008 من مجلة العلوم الأمريكية، فإن أكثر من 42 مليون حاوية -بطول 20 قدمًا (6.1 مترًا)- تدخل إلى الموانئ الأمريكية كل عام.

### المطارات
يدخل أكثر من 87 مليون شخص إلى الولايات المتحدة كل عام عبر المطارات، مما يجعلها نقطة دخول أساسية للإرهابيين المحتملين. على سبيل المثال، في مايو 2012، كشفت وكالة المخابرات المركزية الأمريكية (سي آي إيه) عن اكتشافها مؤامرة لإسقاط طائرة تجارية باستخدام أجهزة متفجرة. وبحسب وكالة المخابرات المركزية الأمريكية، فإن هذه الخطط كانت تابعة لأعضاء تنظيم القاعدة.[بحاجة لمصدر]

## السياسات الحالية وآليات الأمن

### الحدود البرية
في مقال نُشر عام 2008 في معهد مانهاتن، زعم رودولف جولياني أن أمن الحدود كان أحد أكثر القضايا أهمية التي تواجه الولايات المتحدة، ويجب مراقبته من قبل منظمة واحدة تتبنى (CompStat)، الفلسفة التنظيمية لشرطة نيويورك. تتولى مجموعة كبيرة من الوكالات حراسة الحدود البرية للولايات المتحدة، بما في ذلك دورية الحدود الأمريكية، وهيئة إنفاذ قوانين الهجرة والجمارك الأمريكية، ووزارة الأمن الداخلي، والحرس الوطني.
لقد أكملت وزارة الأمن الداخلي بناء ما يقرب من 700 ميل من السياج على طول الحدود، وبحلول عام 2011، تم توظيف 20,700 من وكلاء دورية الحدود لحراسة الحدود. بالإضافة إلى ذلك، أصبح لدى حرس الحدود الآن أكثر من 18.300 عميل منتشرين على الحدود الجنوبية والشمالية. تستخدم وزارة الأمن الداخلي التكنولوجيا على طول الحدود مثل أجهزة استشعار أرضية غير مراقبة، وأنظمة مراقبة متنقلة مثبتة على شاحنات، وأنظمة مراقبة بالفيديو عن بعد، وأنظمة جوية بدون طيار، وطائرات ثابتة الجناحين ومروحيات، ونظام الاستخبارات المتكامل المعزز للمراقبة (ISIS).

### الموانئ
من عام 2001 إلى عام 2006، زادت الحكومة الفيدرالية التمويل المخصص لأمن الموانئ بنسبة 700%. وقد سمحت هذه الزيادة في التمويل لوزارة الأمن الداخلي بتنفيذ دفاع معمق ضد التهديدات الخارجية. تقاسمت هيئة الجمارك وحماية الحدود الأمريكية، وخفر السواحل الأمريكي، ومشغل المحطة، وهيئة الموانئ مسؤولية توفير الأمن في الموانئ الأمريكية. وفي عام 2006، قامت هذه الوكالات بفحص جميع البضائع الداخلة إلى البلاد. استخدمت الجمارك ودوريات الحدود الأمريكية الأشعة السينية وأجهزة أشعة جاما وأجهزة الكشف عن الإشعاع لفحص البضائع، وتشغيل أكثر من 680 جهاز مراقبة إشعاعي وأكثر من 170 جهاز تفتيش غير تدخلي واسع النطاق. بالإضافة إلى ذلك، كان هناك أكثر من 600 فريق من الكلاب قادرة على "التعرف على المخدرات والعملات المعدنية والبشر والمتفجرات والآفات الزراعية والأسلحة الكيميائية" العاملة في موانئ الدخول الأمريكية.

### المطارات
ونظرا للأعداد الهائلة من المسافرين، والضغط الناتج عن ذلك على آليات أمن المطارات لكي تكون سريعة وكفؤة وفعالة، فقد نفذت وزارة الأمن الداخلي نظام الاستهداف الآلي، وهو برنامج لاستخراج البيانات. يعمل نظام الاستهداف الآلي على جمع المعلومات من شركات الطيران مثل بيانات جواز السفر وأرقام بطاقات الائتمان ومعلومات الهوية. ويتم بعد ذلك مقارنة هذه المعلومات بقائمة الإرهابيين المعروفين، وأرقام الهواتف المرتبطة بالخلايا الإرهابية، وغيرها من بيانات الاستخبارات ذات الصلة.
في 19 نوفمبر 2001، أقرت الولايات المتحدة قانون أمن الطيران والنقل، والذي أدى إلى إنشاء إدارة أمن النقل، وفرض على شركات الطيران تمرير المعلومات عن جميع المسافرين المتجهين إلى الولايات المتحدة إلى وزارة الأمن الداخلي. يتم إدخال هذه البيانات إلى نظام الاستهداف الآلي، وتساعد إدارة أمن النقل، ومكتب التحقيقات الفيدرالي، ووكالة المخابرات المركزية، والمنظمات الأخرى في إنشاء قائمة المختارين وقائمة حظر الطيران.
بالإضافة إلى نظام الاستهداف الآلي، يتم استخدام آلية أخرى لردع الإرهابيين في حالة عدم اكتشافهم من خلال بروتوكولات الإبلاغ. ضباط الأمن الجوي الفيدراليون هم فرع إنفاذ القانون التابع لإدارة أمن النقل. يطيرون إما بالزي الرسمي أو متخفين ويعملون كقوات إنفاذ القانون أثناء وجودهم على متن الطائرة لحماية الركاب وأفراد الطاقم من المجرمين والإرهابيين.
يقوم نظام اختيار الفحص الأمني الثانوي بوضع الركاب تحت مراقبة إضافية أثناء تواجدهم في المطار ولكنه لا يمنعهم من السفر بالطائرة. ويتم سحب هؤلاء الأفراد، الذين يشار إليهم في كثير من الأحيان باسم "المختارين"، جانباً عند نقاط التفتيش الأمنية وتفتيشهم بدقة. قد يتم تفتيش أمتعتهم يدويا. تتم إضافة الأفراد إلى القوائم من خلال عمليات الفحص في المطار. من المحتمل أن يتم وضع علامة على الأفراد إذا قاموا بشراء تذكرة نقدًا، أو شراء تذكرة خلال الـ 24 ساعة السابقة، أو شراء تذكرة ذهاب فقط، أو وصلوا بدون أمتعة.
بدءًا من مارس 2010، بدأت إدارة أمن النقل في نشر أجهزة مسح الجسم بالكامل على نطاق واسع، بالإضافة إلى أجهزة الكشف عن المعادن، لفحص ركاب الطائرات جسديًا.

### قائمة حظر الطيران
لقد شهدت قائمة حظر الطيران، وهي قائمة شاملة للأفراد الممنوعين من السفر جواً إلى داخل الولايات المتحدة أو خارجها، نمواً كبيراً في الحجم. كانت القائمة موجودة قبل أحداث 11 سبتمبر، لكنها كانت تحتوي فقط على أسماء 16 شخصًا، أما الآن فتضم أكثر من مليون اسم. وتضم القائمة شخصيات بارزة مثل الرئيس البوليفي وغيره من كبار الشخصيات الأجنبية. لا تزال القائمة تحتوي على 14 من أصل 19 من منفذي هجمات 11 سبتمبر والعديد من الأفراد المتوفين الآخرين.
ويؤدي النظام في بعض الأحيان إلى "نتيجة إيجابية كاذبة" وهي الإشارة العرضية إلى أفراد لديهم أسماء مشابهة لأسماء إرهابيين مشتبه بهم أو مدرجين على القائمة لسبب غير مشروع. وفي بعض الحالات، تم تصنيف الأطفال الذين تقل أعمارهم عن خمس سنوات كمشتبه بهم. فهو يحتوي على العديد من الأسماء الشائعة مثل غاري سميث أو روبرت جونسون مما يجعل السفر صعبًا للغاية لجميع الأفراد الذين يحملون هذا الاسم. وتضم القائمة أسماء متطابقة لعدد من أعضاء الكونغرس الأميركي، بما في ذلك السيناتور تيد كينيدي، الذي تم إيقافه لاحقا في المطارات. ولا تتضمن القائمة أسماء الأفراد المتورطين في محاولة الهجوم الإرهابي بالمتفجرات السائلة. وذكرت إدارة أمن النقل أيضًا أن بعض أسماء الإرهابيين الأكثر خطورة ليست موجودة على القائمة في حالة تسريب القائمة. تم منع دانييل براون، وهو جندي مشاة بحرية أميركي عائد من العراق، من دخول الولايات المتحدة بسبب تطابق اسمه مع أحد الأسماء المدرجة على القائمة. اكتشف لاحقًا أنه تم رصده في رحلة سابقة لوجود بقايا بارود على حذائه، والتي من المحتمل أنه اكتسبها خلال مهمة سابقة في العراق.

## تأثير سياسات أمن الحدود بين الولايات المتحدة والمكسيك
بين عامي 2010 و2012، صادرت وزارة الأمن الداخلي ما يقرب من 75% من الأموال، وأكثر من ثلث المخدرات، ونحو ضِعف الأسلحة التي تم ضبطها بين عامي 2006 و2008 على طول الحدود الجنوبية الغربية. في نفس الفترة، شهدت الولايات الحدودية الجنوبية الغربية انخفاضًا بنسبة 40% في معدلات الجرائم العنيفة، والمدن الأربع الكبرى ذات أدنى معدلات الجريمة في الولايات المتحدة تقع جميعها في الولايات الحدودية.